# Peseshet
Peseshet, que visqué durant la dinastia IV d'Egipte, és considerada sovint la metgessa més antiga que es coneix a l'antic Egipte, encara que altres, com ara Merit Ptah, van viure abans. El seu títol era "dama supervisora de les metgesses" però si era un metgessa en si mateixa és un fet incert.
Va tenir un fill, Akhethetep, en la mastaba del qual, a Guiza, es va trobar la seva estela personal.
Podria haver-se graduat com a llevadora en una antiga escola de medicina egípcia a Sais. De llevadores n'hi havia d'haver, encara que no es coneix l'antic terme egipci per a això. La Bíblia hebrea —tot i que no és una font provada pels esdeveniments històrics anteriors al segle vii aC— es refereix a les llevadores a l'Èxode:
| « | Hi havia dues llevadores hebrees que es deien Xifrà i Puà. El rei d'Egipte els digué: Quan ajudeu les dones hebrees en el part, si veieu que neix un nen, mateu-lo; si és una nena, deixeu-la viure.［Ex 1:15-16］ | » |